# Potok, Idrija
Potok este o localitate din comuna Idrija, Slovenia, cu o populație de 29 de locuitori.